# Leopold Pfefferberg
Leopold „Poldek“ Pfefferberg (* 20. März 1913 in Krakau; † 9. März 2001 in Beverly Hills, Los Angeles), auch bekannt unter dem Namen Leopold Page, war einer der polnisch-jüdischen Holocaust-Überlebenden, die zu den so genannten „Schindlerjuden“ gezählt wurden. Er war sowohl für den Roman Schindlers Liste (1982) als auch für den Hollywood-Film Schindlers Liste (1993) als Berater und Initiator tätig. Im Film wurde er von Jonathan Sagall verkörpert.

## Leben
Geboren in einer jüdischen Familie in Krakau (damals Österreich-Ungarn, heute Polen), besuchte Leopold Pfefferberg nach seiner Schulausbildung die Jagiellonen-Universität und machte seinen Abschluss als Lehrer und in Philosophie. Anschließend arbeitete er als Sportlehrer an einer jüdischen Oberschule in Krakau. Diesen Beruf übte er bis zum Beginn des Zweiten Weltkrieges aus, als alle jüdischen Schulen geschlossen wurden. 1939 schloss er sich der polnischen Armee an, um gegen die Wehrmacht beim Überfall auf Polen zu kämpfen. Pfefferberg wurde am Fluss San verwundet und in ein Krankenhaus gebracht. 
Nach der Errichtung des Krakauer Ghettos benutzte er gefälschte Papiere, um sich als Deutscher auszugeben und damit verwundete Kameraden und seine Mutter im Krankenhaus besuchen zu können. Dort machte er auch Bekanntschaft mit Oskar Schindler, der gerade eine heruntergekommene Emailwarenfabrik von Juden übernommen hatte. Schindler beauftragte Pfefferbergs Mutter, die Innenarchitektin war, mit der Renovierung seiner Wohnung. 
Nach der Räumung des Krakauer Ghettos im März 1943 kam Pfefferberg in das Zwangsarbeitslager Plaszow, welches unter der Leitung von Amon Göth stand. Durch die Verbindung mit Schindler kam er zusammen mit seiner Frau Ludmila Pfefferberg, mit welcher er zwei Kinder hatte, auf die Liste derjenigen, die ins mährische KZ-Außenlager Brünnlitz verlegt werden durften. Als sogenannter Schindlerjude überlebte Pfefferberg als einer der wenigen der drei Millionen polnischen Juden. Pfefferberg beschrieb Schindler als einen „modernen Noah“.
Nach Ende des Zweiten Weltkrieges zog Pfefferberg nach Budapest, später nach München, wo er eine Schule für Flüchtlingskinder gründete. 1948 emigrierte er in die USA, wo er den Namen „Leopold Page“ benutzte. Gemeinsam mit seiner Frau Ludmila wohnte er in Los Angeles, wo sie ein Lederwarengeschäft in Beverly Hills führten.
1980 lernte er in seinem Geschäft den Schriftsteller Thomas Keneally kennen und zeigte ihm Unterlagen über Oskar Schindler. Keneally zeigte Interesse und Pfefferberg wurde Berater des Buches Schindler's Ark. Pfefferberg erklärte die Gründe für seine Bemühungen der Schindler-Story: „Schindler rettete mir mein Leben, und ich versuche nun, ihm Unsterblichkeit zu geben“.
Nach der Veröffentlichung 1982 von „Schindler's Ark“ versuchte Pfefferberg Steven Spielberg dazu zu überreden, Keneallys Buch zu verfilmen. Nach eigenen Angaben rief Pfefferberg wöchentlich in Spielbergs Büro an, bis dieser schließlich nach elf Jahren seine Zusage gab. Pfefferberg war für den 1993 produzierten Spielfilm Schindlers Liste als Berater tätig und reiste mit Spielberg nach Krakau, um mit ihm die Schauplätze zu besichtigen. Pfefferberg kommt auch in der Dokumentation Stimmen von Menschen auf der Liste zu Wort, welche auf der DVD von Schindlers Liste enthalten ist. 
Pfefferberg war Gründer der „Oskar Schindler Humanities Foundation“. Er begründete dies mit den Worten: „Nur wenn diese Organisation Wirklichkeit ist, werde ich meine Verpflichtungen erfüllt haben. Denn wenn ich nicht mehr am Leben bin und die Schindler-Juden ebenfalls verstorben sind, wird diese Organisation und ihr Zweck immer noch bestehen“. 
Leopold Pfefferberg starb am 9. März 2001 im Alter von 87 Jahren in seinem Haus in Beverly Hills.